# Epidesma phlebitis
Epidesma phlebitis là một loài bướm đêm thuộc phân họ Arctiinae, họ Erebidae.